# صربا (لبنان)
صربا (به عربی: صربا) یک منطقهٔ مسکونی در لبنان است که در شهرستان کسروان واقع شده‌است.